# Phyllotreta gloriae
Phyllotreta gloriae is een keversoort uit de familie bladkevers (Chrysomelidae). De wetenschappelijke naam van de soort werd in 1994 gepubliceerd door Biondi.